# Сістер-Бей (Вісконсин)
Сістер-Бей (англ. Sister Bay) — селище (англ. village) в США, в окрузі Дор штату Вісконсин. Населення — 1148 осіб (2020).

## Географія
Сістер-Бей розташований за координатами 45°11′14″ пн. ш. 87°7′46″ зх. д. / 45.18722° пн. ш. 87.12944° зх. д. (45.187097, -87.129354).  За даними Бюро перепису населення США в 2010 році селище мало площу 9,26 км², з яких 6,67 км² — суходіл та 2,59 км² — водойми.

## Демографія
Згідно з переписом 2010 року, у селищі мешкало 876 осіб у 457 домогосподарствах у складі 217 родин. Густота населення становила 95 осіб/км².  Було 1335 помешкань (144/км²).
Расовий склад населення:
| - 97,5 % — білих - 0,7 % — чорних або афроамериканців - 0,2 % — азіатів - 0,1 % — корінних американців - 1,0 % — осіб інших рас |

До двох чи більше рас належало 0,5 %. Частка іспаномовних становила 3,1 % від усіх жителів.
За віковим діапазоном населення розподілялося таким чином: 10,3 % — особи молодші 18 років, 43,5 % — особи у віці 18—64 років, 46,2 % — особи у віці 65 років та старші. Медіана віку мешканця становила 62,7 року. На 100 осіб жіночої статі у селищі припадало 75,2 чоловіків;  на 100 жінок у віці від 18 років та старших — 73,9 чоловіків також старших 18 років.
Середній дохід на одне домашнє господарство  становив 43 271 долар США (медіана — 34 107), а середній дохід на одну сім'ю — 56 992 долари (медіана — 54 792). Медіана доходів становила 37 361 долар для чоловіків та 26 406 доларів для жінок. За межею бідності перебувало 13,1 % осіб, у тому числі 15,5 % дітей у віці до 18 років та 10,6 % осіб у віці 65 років та старших.
Цивільне працевлаштоване населення становило 247 осіб. Основні галузі зайнятості: мистецтво, розваги та відпочинок — 38,1 %, виробництво — 12,6 %, роздрібна торгівля — 10,9 %.